# Општина Марђина (Тимиш)
Марђина (рум. Margina) општина је у Румунији у округу Тимиш.
Oпштина се налази на надморској висини од 219 m.